# Виктор Амос
Виктор Амос (енгл. Victor Amos; Абуџа, 5. марта 1999) нигеријски је фудбалер који тренутно наступа за Слогу из Краљева.

## Каријера
Амос је фудбалом почео да се бави у родној Абуџи, а у Србију је дошао лета 2018. године када је приступио лучанској Младости. У Суперлиги Србије дебитовао је 24. новембра исте године, на гостовању Раднику у Сурдулици. Током сезоне је тренирао са првим тимом, док је паралелно наступао за омладинску екипу са којом је освојио Омладинску лигу Западне Србије. У наредном периоду је такође био део састава Младости, али без значајније минутаже. Почетком 2021. приступио је прволигашу Слоги из Краљева.

## Статистика

#### Клупска
Ажурирано 8. јуна 2021.
|                |          |                  |    |   |   |   |   |   |   |   |    |   |  |  |
| Младост Лучани | 2018/19. | Суперлига Србије | 1  | 0 | 0 | 0 | — | — | — | — | 1  | 0 |  |  |
| Младост Лучани | 2019/20. | Суперлига Србије | 1  | 0 | 0 | 0 | — | — | — | — | 1  | 0 |  |  |
| Младост Лучани | 2020/21. | Суперлига Србије | 0  | 0 | 0 | 0 | — | — | — | — | 0  | 0 |  |  |
| Младост Лучани | Укупно   | Укупно           | 2  | 0 | 0 | 0 | — | — | — | — | 2  | 0 |  |  |
|                |          |                  |    |   |   |   |   |   |   |   |    |   |  |  |
| Слога Краљево  | 2020/21. | Прва лига Србије | 10 | 2 | — | — | — | — | — | — | 10 | 2 |  |  |
|                |          |                  |    |   |   |   |   |   |   |   |    |   |  |  |
| Каријера       | Каријера | Каријера         | 12 | 2 | 0 | 0 | — | — | — | — | 12 | 2 |  |  |
|                |          |                  |    |   |   |   |   |   |   |   |    |   |  |  |

## Трофеји и награде

### Екипно
Младост Лучани
- Омладинска лига Западне Србије : 2018/19.[1]

### Појединачно
- Најбољи стрелац Омладинске лиге Западне Србије за сезону 2018/19. са 33 поготка[1]